# Джони Ноксвил
Филип Джон Клап (на английски: Philip John Clapp), известен като Джони Ноксвил (Johnny Knoxville), е американски комик, който изпълнява предизвикателни роли. Участва в различни филми, но е най-известен като един от създателите и главен герой на сериала Кретените (Jackass), излъчван по MTV.

## Личен живот
Джони Ноксвил има една дъщеря на име Мадисън. Нейното име може да се види в надписите към филма Кретени Номер Две (Jackass Number Two). През 2007 г. Ноксвил и неговата жена официално се разделят след 11-годишен брак. Те са женени от 15 май 1997 г.

## Избрана филмография
- „Кретените“ („Jackass: The Movie“, 2002)
- „Мъже в черно 2“ („Men in Black 2“, 2002)
- „Кретените 2“ („Jackass Number Two“, 2006)
- „Кретените 3“ („Jackass 3D“, 2010)
- „Лошият дядо“ („Bad Grandpa“, 2013)
- „Костенурките нинджа“ („Teenage Mutant Ninja Turtles“, 2014)
- „Дим да ни няма“ („Skiptrace“, 2016)